# Wolowitz
Wolowitz är en ort i Mexiko.   Den ligger i kommunen Chilón och delstaten Chiapas, i den sydöstra delen av landet, 800 km öster om huvudstaden Mexico City. Wolowitz ligger 1 225 meter över havet och antalet invånare är 191.
Terrängen runt Wolowitz är kuperad. Runt Wolowitz är det glesbefolkat, med 16 invånare per kvadratkilometer. Närmaste större samhälle är Ocosingo, 19,9 km sydost om Wolowitz. I omgivningarna runt Wolowitz växer i huvudsak städsegrön lövskog.